# Leptognathia alba
Leptognathia alba är en kräftdjursart som beskrevs av Hansen 1913. Leptognathia alba ingår i släktet Leptognathia och familjen Leptognathiidae. Inga underarter finns listade i Catalogue of Life.